# 多々良浜の戦い (戦国時代)
戦国時代の多々良浜の戦い（たたらはまのたたかい）は、1569年（永禄12年）5月に発生した、立花山城の帰属を巡る大友宗麟と毛利元就の戦いである。なお、実質的な戦場は多々良浜よりやや東の多々良川両岸であったため、多々良川の戦いと呼ばれることもある。

## 経緯
1550年代から大友氏と毛利氏は豊前、筑前の二カ国を巡って度々戦いを繰り返してきていた（門司城の戦い）。一度は室町幕府第13代将軍・足利義輝の仲介によって講和したものの、1567年（永禄10年）1月に秋月種実が毛利元就の支援を得て旧領回復の兵を挙げたことから、再び戦争状態へと逆戻りすることとなる。大友宗麟は挙兵した秋月種実と、これに呼応した大友氏の重臣高橋鑑種を討伐すべく、戸次鑑連（道雪）、臼杵鑑速、吉弘鑑理の三家老に兵を与えて攻めさせたが、休松の戦いで秋月勢の奇襲を受け、敗北を喫してしまった。これにより、筑前、筑後国衆が動揺し、特に1568年（永禄11年）1月に筑前の大友方の重要拠点である立花山城の城主立花鑑載が叛旗を翻したことにより、大友勢は劣勢に立たされることになった。
毛利元就はこの好機に援軍を送り込み、大友勢を筑前、豊前から駆逐しようとするが、大友勢は戸次鑑連ら3人の家老がこれを防ぐべく、1568年（永禄11年）4月より毛利方の重要拠点となった立花山城に攻め寄せた。3ヶ月に渡る攻城戦の末に内応者の出た立花山城は陥落し、立花鑑載は自害している。しかし、毛利元就も次男吉川元春、三男小早川隆景、重臣宍戸隆家らを送り込むとともに、肥前の龍造寺隆信と連携し、大友方への圧力を強めるとともに、翌1569年（永禄12年）4月には立花山城に攻め寄せた。一方の大友宗麟は叛旗を翻した筑前国衆の秋月氏を攻め、筑前国衆の動揺を鎮めようとしたが、その間に立花山城は再び陥落して毛利元就の治めるところとなってしまった。
立花山城を失いつつも筑前国衆の動揺を抑えた大友勢は立花山城を再奪還するため、立花山城に迫り、一方の吉川元春ら毛利勢も城から打って出て立花山城の南の多々良川付近（現在の福岡県福岡市東区多々良）で相見えることとなった。

## 戦いの経過
こうして多々良川付近で毛利勢と大友勢は相見えることになったものの、毛利方は立花山城の防衛を企図しており、積極的な出戦は考えておらず、大友方は立花山城の攻略前に消耗することになる決戦に二の足を踏んでしまっていた。また、当時の多々良川付近は川といいながらも海からずっと続く干潟となっており、大友方からすれば非常に攻めにくく、毛利方からすれば守りやすい地形であったことも決戦回避への要素となった。こうしたそれぞれの意図から両勢は多々良川から多々良浜にかけての川沿いで対陣することになった。その為、多々良浜の戦いは長期間に渡り、18回の合戦が行われたにもかかわらず、大きな決戦は行われていない。
この18回の合戦のうち、もっとも激しかったのは1569年（永禄12年）5月18日に起きた戦いである。この戦いは多々良川のやや川上にある長尾（現在の福岡県福岡市東区名子付近）を攻略して多々良川の防衛線を抜こうと企図したことにより発生した。ここを守っていたのは毛利一門の小早川隆景であり、大友勢は苦戦したものの、戸次鑑連が自ら陣頭に立って戦う奮闘により、小早川勢を駆逐し、長尾を奪うことに成功している。
この戦いの結果、多々良川の防衛線の一部が崩れ毛利勢は防衛線と立花山城の連絡が断たれる可能性が出たことから立花山城に撤退している。しかし、多々良川の防衛線を抜いたとはいえ、大友勢の損害も多く、また立花山城は堅城であり、有力な毛利勢が残っている状態で攻城戦もできなかったことから、再び双方とも手詰まりとなって対陣を続けることになった。
こうした対陣の最中、大友宗麟は吉岡長増の献策を容れ、周防の前国主であった大内一族の大内輝弘に兵を与えて周防に送り、旧領回復の兵を挙げさせた。1569年（永禄12年）8月に大内輝弘は周防に渡って挙兵することになり、これに大内氏の旧臣が呼応した結果、周防の毛利氏の拠点である高嶺城を脅かすことになった（大内輝弘の乱）。
また、時同じくして尼子氏の旧臣山中幸盛、立原久綱らが尼子勝久を奉じて隠岐で尼子再興の挙兵し、出雲の新山城に入り出雲の諸城を攻略する事件が起きた（尼子再興軍の雲州侵攻）。毛利氏の出雲の拠点である月山富田城を脅かすなど、毛利氏の領国支配体制が危機にさらされることになった。
この危機を脱するため、毛利元就は筑前方面に展開している吉川元春、小早川隆景らの毛利軍主力を呼び戻すこととし、毛利勢は立花山城に乃美宗勝らわずかな兵を残したまま宗像氏の支援を得て北九州より撤退し、多々良浜の戦いは大友氏の勝利に終わった。
また、立花山城は翌年になって開城し守備兵も約定により本州へ撤退した。

## 戦後処理と後世への影響

### 大友氏による筑前支配体制の確立
戦後、大友宗麟は苦戦の原因として、立花山城主の立花鑑載、宝満城とその支城の岩屋城を領する高橋鑑種といった筑前の重要拠点を預かっていた両氏が叛旗を翻したことと判断し、ここに腹心を送り込むことになった。具体的には、先の落城の際に自害した立花鑑載の立花氏の名跡を家老の戸次鑑連に継承させ、高橋鑑種の家督を奪い毛利氏へ追放し、高橋氏の名跡を同じく家老の吉弘鑑理の次男鎮理に継承させた。これにより、戸次鑑連は立花道雪、吉弘鎮理は高橋鎮種（後に剃髪して紹運と号す）と名を改め、筑前の軍権を立花道雪が握るようになったことにより、大友氏の筑前支配は磐石となった。

### 毛利氏の外交転換と大友氏の北九州支配
毛利氏は1571年（元亀2年）に当主元就が死去しており、後を継いだ毛利輝元は外交戦略をそれまでの織田信長との友好を保つ方針から、足利義昭が主導した信長包囲網に加わる方針に転換した。この為、毛利氏は北九州で失った拠点を奪還する兵を起こすことはなくなり、1550年代から10年以上に渡って続いた大友氏と毛利氏の筑前・豊前における覇権争いは大友氏が勝利することになった。
この支配体制は立花道雪が病死した1585年（天正13年）以降も高橋紹運と、紹運の子で道雪の養子立花宗茂の2人に継承されている。島津氏が筑前に攻め寄せた際には、高橋紹運が岩屋城に、紹運の次男高橋統増が宝満城に、立花宗茂が立花山城に拠って抗戦している。この戦いで高橋統増は筑紫氏の家臣団が裏切ったことにより捕虜となったものの、高橋紹運は岩屋城の戦いで玉砕するまで戦い抜き、立花宗茂は立花山城に拠って島津勢を相手に奮戦するなど、大友氏の衰退期にあってもこの宗麟の築いた支配体制は機能していた。